# イェンス・ベルセリウス
イェンス・ヤコブ・ベルセリウス（スウェーデン語: Jöns Jacob Berzelius、1779年8月20日 - 1848年8月7日）は、スウェーデン出身の化学者、医師。
イギリスの化学者ジョン・ドルトンによる複雑な元素記法に代わり、現在でも広く用いられている元素記号をラテン名やギリシャ名に則ってアルファベットによって表記する記法を提唱し、原子量を精密に決定したことで知られる。また、セリウム、セレン、トリウムといった新しい元素を発見。「タンパク質」や「触媒」といった化学用語を考案。近代化学の理論体系を組織化し、集大成した人物である。クロード・ルイ・ベルトレーやハンフリー・デービーら当代の科学者だけでなく、政治家クレメンス・フォン・メッテルニヒや文豪ヨハン・ヴォルフガング・フォン・ゲーテとも親交があった。弟子にフリードリヒ・ヴェーラーやジェルマン・アンリ・ヘスがいる。

## 生涯
1779年8月20日、スウェーデンのリンシェーピング近くの教会区で生まれる。父はイェータランドの高等学校長、牧師であり、4歳のときに死別した。その後母と再婚した養父も牧師であったが、継子たちにも分け隔てなく接し、幼い息子に対して同国の博物学者カール・フォン・リンネの足跡をたどれる力をつけるように諭したといわれる。1793年、リンシェーピングのギムナジウムに入学したが、昆虫や植物の採集に熱中し、自然の観察に興味をもつようになった。1797年3月、ウプサラ大学医学部に入学したが、化学実験に勤しみ、1800年にメデヴィの温泉水の分析で卒業論文を提出した。1802年にガルヴァーニ装置の電気に関する研究で医学の学位をとり、1804年にストックホルムで開業した。医業の傍ら化学の研究をするうちに、カロリンスカ医学外科学院で医学と薬学の無給助手に採用され、1807年教授に昇格した。1808年にスウェーデン王立科学アカデミーの会員となり、1810年は会長をつとめ、1818年に終身会員に任命された。1837年にはスウェーデン・アカデミーの終身会員となった。
プロイセン皇太子フリードリヒ・ヴィルヘルム、ロシア皇太子アレクサンドル、フランス国王ルイ・フィリップに進講した。研究に余念がなく1835年まで独身を通していたが、友人の妹との結婚に際し、スウェーデン国王カール14世ヨハンより男爵に叙せられた。自らが考えた、電気化学的二元論の論理破綻を目の当たりにしながら、1848年にストックホルムで死去。

## 業績
ベルセリウスは元素を電気的に陰性な元素と陽性な元素とに分類して、原子は反対電荷間の電気的引力により結合して分子を形成するという電気化学的二元論を考えた。さらに、ゲイ・リュサックの気体反応の法則を根拠として化合物中の元素の構成比を推定し、1828年までにそれまで知られていた43の元素の原子量を、2000以上の化合物を精製・分析することによって決定した。これはジョン・ドルトンの求めた値よりも飛躍的に精度を高めたものである。新元素としてセレン、トリウム、セリウムを発見した。そして、タンタル・ケイ素・ジルコニウムを単体として分離し、リチウムを命名した。また、元素記号をラテン語またはギリシャ語の名称のアルファベット頭文字で表す現在の方法を1813年頃に提唱したが、すぐに普及した。化学を有機化学と無機化学の2つに分け、ハロゲン・同素体・異性体・有機物・触媒・非結晶 (Amorphie) などの化学上重要な用語や概念を創案した。
カロリンスカ医学外科学院の助手の頃から、スウェーデン語の教科書の著作を計画した。大学で化学を教えるために著した『化学における教科書 (Lärbok i Kemien)』全6巻（1808年〜1830年）は、後に弟子のフリードリヒ・ヴェーラーにより『化学の教科書 (Lehrbuch der Chemie)』全5巻としてドイツ語に翻訳されたが、当時の最高水準の化学の教科書であった。